# Campeonato Mundial de Ciclismo em Estrada de 1989
Os Campeonatos do mundo de ciclismo em estrada de 1989 celebrou-se na cidade francesa de Chambéry do 23 ao 27 de agosto de 1989.

## Resultados
| Event                       | Ouro                                                                                         | Ouro       | Prata                                                                                | Prata    | Bronze                                                                             | Bronze |
| --------------------------- | -------------------------------------------------------------------------------------------- | ---------- | ------------------------------------------------------------------------------------ | -------- | ---------------------------------------------------------------------------------- | ------ |
| Provas masculinas           |                                                                                              |            |                                                                                      |          |                                                                                    |        |
| Homens - corrida em linha   | Greg LeMond · Estados Unidos                                                                 | 6h 45' 59" | Dimitri Konyshev · União Soviética                                                   | s.t.     | Sean Kelly · Irlanda                                                               | s.t.   |
| Contrerrelógio por equipas  | Alemanha Oriental · Mario Kummer · Maik Landsmann · Jan Schur · Falk Boden                   | -          | Polónia · Zenon Jaskuła · Joachim Halupczok · Marek Leśniewski · Andrzej Sypytkowski | -        | União Soviética · Yuri Manuylov · Viktor Klimov · Evgueni Zagrebelny · Oleg Galkin | -      |
| Amador - corrida em linha   | Joachim Halupczok · Polónia                                                                  | -          | Eric Pichon · França                                                                 | -        | Christophe Manin · França                                                          | -      |
| Provas femininas            |                                                                                              |            |                                                                                      |          |                                                                                    |        |
| Mulheres - corrida em linha | Jeannie Longo · França                                                                       | 1h 56' 41" | Catherine Marsal · França                                                            | + 4' 05" | Maria Canins · Itália                                                              | s.t.   |
| Contrerrelógio por equipas  | União Soviética · Nadesja Kibardina · Tamara Poliakova · Laima Zilporytė · Natalya Melekhina | -          | Itália · Monica Bandini · Roberta Bonanomi · Maria Canins · Francesca Galli          | -        | França · Valérie Simonnet · Cécile Odin · Catherine Marsal · Nathalie Cantet       | - -    |